# Левицкий, Владимир Иосифович
Владимир Иосифович Левицкий (31 декабря 1872 — 13 июля 1956) — математик, доктор философии (1907).

## Биография
В 1895 окончил Львовский университет. Преподавал математику в различных учебных заведениях Лемберга и Тарнополя. Принимал участие в организации физико-математического факультета Львовского университета. Написал более 100 научных работ, сотни рецензий и критических заметок по вопросам математики, физики, астрономии, истории наук. Основные труды по теории аналитических функций вейерштрассовского направления. Занимался также дифференциальными и интегральными уравнениями, алгеброй, геометрией, теоретической физикой и астрономией. Написал для средней школы учебники по алгебре (совместно с Петром Михайловичем Огоновским) и физике. Собирал и упорядочивал украинскую математическую терминологию. В 1920-х — 1930-х участвовал в работе Киевского математического сообщества, почётным членом которого состоял. Во Львове являлся председателем местного Научного общества имени Тараса Шевченко, до его закрытия советскими властями в 1940. С 1945, после смерти Стефана Банаха, руководил кафедрой математического анализа Львовского университета.